# Ƚ
Cette page contient des caractères spéciaux ou non latins. S’ils s’affichent mal (▯, ?, etc.), consultez la page d’aide Unicode.
Cet article concerne L rayé. Pour L barré obliquement, voir Ł. Pour L rayé en haut, voir Ꝉ. Pour L doublement rayé, voir Ⱡ.
Ƚ (minuscule ƚ), ou L rayé, est une lettre additionnelle formée d'un L diacrité par une barre inscrite horizontale. Elle est utilisée dans l’écriture du kobon et du saanich, dialecte du salish des détroits. Il est parfois utilisé à la place de L barré obliquement ‹ ł › ou du L ceinturé ‹ ɬ › dans certaines langues d’Amérique du Nord.

## Représentations informatiques
Cette lettre possède les représentations Unicode suivantes :
| formes    | représentations | chaînes de caractères | points de code | descriptions                   |
| --------- | --------------- | --------------------- | -------------- | ------------------------------ |
| capitale  | Ƚ               | Ƚ                     | U+023D         | lettre majuscule latine l rayé |
| minuscule | ƚ               | ƚ                     | U+019A         | lettre minuscule latine l rayé |